# Spring Reunion
Spring Reunion (br: O Amor Chegou com a Primavera) é um filme estadunidense de 1957, dirigido por Robert Pirosh, e estrelado por Betty Hutton e Dana Andrews.
Foi o primeiro filme de Betty Hutton em cinco anos desde que ela deixou a Paramount Pictures em 1952, depois de terminar o musical Somebody Loves Me. Este seria o seu retorno às telas. Embora o seu desempenho tenha sido elogiado por vários críticos, o filme gerou pouco interesse e foi mal nas bilheterias. Foi o último longa-metragem de Hutton.

## Elenco
- Dana Andrews... Fred Davis
- Betty Hutton... Margaret 'Maggie' Brewster
- Jean Hagen... Barna Forrest
- Robert F. Simon... Harry Brewster
- Laura La Plante... May Brewster
- Gordon Jones... Jack Frazer
- Sara Berner... Paula Kratz
- Irene Ryan... Miss Stapleton
- Herbert Anderson... Edward
- Richard Shannon... Nick
- Ken Curtis... Al
- Vivi Janiss... Grace
- Mimi Doyle... Alice